# Concursul Eurovision pentru tineri dansatori 1991
A patra ediție a Concursului Eurovision pentru tineri dansatori a avut loc în Helsinki, Finlanda la Helsinki City Theatre în data de 5 iunie 1991, începând cu orele 20:30. La ediția aceasta a debutat Bulgaria, iar Canada, Austria și Regatul Unit au lipsit, primele două difuzând evenimentul. Hélène O'Keefe, reprezentanta Ciprului la ediția precedentă, a revenit și la ediția din 1991.
Regulile de anul acesta nu au fost schimbate mult. Fiecare țară poate trimite un dansator sau un cuplu.La acest concurs au participat un total de 15 țări dintre care doar 8 s-au calificat în finală, și doar trei au intrat în top.

## Juriul
Masa juriului a fost alcătuită din 9 jurați de naționalități diferite, dintre care și românul Gigi Gheorghe Căciuleanu. Șeful juriului a fost ale în persoana lui Jorma Uotinen.
| Naționalitate | Nume                     |
| ------------- | ------------------------ |
| Finlanda      | Jorma Uotinen            |
| Franța        | Josette Amiel            |
| Danemarca     | Frank Andersen           |
| România       | Gigi Gheorghe Caciuleanu |
| Germania      | Peter Van Dyk            |
| Franța        | André-Philippe Hersin    |
| Elveția       | Heinz Spoerli            |
| Suedia        | Gösta Svalberg           |
| Spania        | Víctor Ullate            |

## Participanții și Clasamentul final

### Participanții
Un număr de 15 acte au fost înscrise în concurs, în urma unei semifinale, numărul a fost redus la 8, facilitând alegerea câștigătorilor locurilor fruntașe.
| Rezultat | Țara          | Reprezentantul                        |
| -------- | ------------- | ------------------------------------- |
| -        | Italia        | Alen Bottaini                         |
| -        | Belgia        | Vanessa Eertmans                      |
|          | Spania        | Amaya Iglesias                        |
| -        | Finlanda      | Titta-Tuulia Karhunen & Pasi Sinisalo |
|          | Danemarca     | Johan Kobborg                         |
|          | Țările de Jos | Boris de Leeuw                        |
| -        | Portugalia    | Sonia Lima                            |
|          | Elveția       | Sarah Locher                          |
| -        | Norvegia      | Ingrid Trøite Lorentzen               |
|          | Bulgaria      | Diliana Nikiforova                    |
| -        | Cipru         | Hélène O'Keefe                        |
| -        | Iugoslavia    | Ana Pavlovic                          |
|          | Suedia        | Kim Saveus                            |
|          | Franța        | Emmanuel Thibault                     |
|          | Germania      | Celia Volk                            |

### Finala
Finala concursului  avut loc pe 5 iunie 1991, și a fost formată din 8 acte dintre care Spania a ieșit fruntașă, urmată de Franța și Danemarca.
| Locul | Țara          | Reprezentantul     |
| ----- | ------------- | ------------------ |
| 1     | Spania        | Amaya Iglesias     |
| 2     | Franța        | Emmanuel Thibault  |
| 3     | Danemarca     | Johan Kobborg      |
| -     | Bulgaria      | Diliana Nikiforova |
| -     | Germania      | Celia Volk         |
| -     | Țările de Jos | Boris de Leeuw     |
| -     | Elveția       | Sarah Locher       |

## Predecesor și Succesor
| Predecesor: Paris 1989 | Concursul Eurovision pentru tineri dansatori Helsinki 1991 | Succesor: Stocholm 1993 |